# أل دينسون (لاعب كرة قدم أمريكية)
أل دينسون (بالإنجليزية: Al Denson)‏ هو لاعب كرة قدم أمريكية أمريكي، ولد في 2 يناير 1942 في جاكسونفيل في الولايات المتحدة.

## وصلات خارجية
- أل دينسون على موقع مرجع كرة القدم المحترفة.كوم (الإنجليزية)